# Submission
Submission é um curta-metragem holandês em língua inglesa, produzido em 2004 e dirigido por Theo van Gogh, escrito por Ayaan Hirsi Ali (ex-membro da Segunda Câmara dos Estados Gerais pelo Partido Popular para a Liberdade e Democracia); foi exibido na rede pública holandesa de radiodifusão (VPRO) em 29 de agosto de 2004. O título do filme é uma das possíveis traduções da palavra árabe "islã". Um fundamentalista muçulmano reagiu ao filme ao assassinar Van Gogh.

## Conteúdo
O filme conta a história de quatro personagens fictícios interpretados por uma única atriz usando um véu, mas vestida com um xador transparente, seu corpo nu pintado com versos do Alcorão. Os personagens são mulheres muçulmanas que foram abusadas de várias maneiras. O filme contém monólogos dessas mulheres e destaca dramaticamente três versos do Alcorão (4:34 ,  2: 222,  e 24: 2), mostrando-os pintados em corpos femininos.

## Motivação
A escritora Hirsi Ali disse: "Está escrito no Alcorão que uma mulher pode ser esbofeteada se for desobediente. Este é um dos males que eu gostaria de destacar no filme". Em uma resposta a uma pergunta sobre se o filme ofenderia os muçulmanos, Hirsi Ali disse que "se você é uma mulher muçulmana e lê o Alcorão, e lê que você deve ser estuprada se disser 'não' ao seu marido, isso é ofensivo. E isso é um insulto."
O diretor do filme, Theo Van Gogh, que era conhecido como uma personalidade polêmica e provocadora, chamou o filme de "panfleto político".

## Recepção
O filme atraiu elogios por retratar as maneiras pelas quais as mulheres são abusadas de acordo com a lei islâmica fundamentalista, bem como a ira contra o próprio cânone islâmico. Ele fez o seguinte comentário do crítico de cinema Phill Hall: "Submission foi corajosa ao questionar abertamente a misoginia e uma cultura de violência contra as mulheres por causa das interpretações do Alcorão. As questões levantadas no filme merecem ser perguntadas: será vontade divina agredir ou matar? Existe santidade em manter as mulheres em níveis abaixo do padrão, negando-lhes o direito ao livre-arbítrio e pensamento independente? E, finalmente, como pode existir tal mentalidade no século XXI?" O crítico de cinema Dennis Lim, por outro lado, afirmou: "É deprimente pensar que este pedaço de descaramento poderia passar como uma crítica séria ao islã conservador." Outro crítico (sem nome) referiu-se às histórias contadas no filme como "simplistas, até mesmo caricatas".
Após a transmissão do filme pela televisão holandesa, o jornal De Volkskrant divulgou alegações de plágio contra Hirsi Ali e Van Gogh, feitas pelo jornalista Francisco van Jole, que disse que a dupla "imitava" as ideias da videoartista iraniana-estadunidense Shirin Neshat. O trabalho de Neshat, que fez uso abundante do textos árabes projetados em corpos, foi exibido na Holanda em 1997 e 2000.

## Assassinato de Theo Van Gogh
Em 2 de novembro de 2004, van Gogh foi assassinado em público por Mohammed Bouyeri, um muçulmano holandês-marroquino com passaporte holandês. Uma carta, apunhalada e colada ao corpo de van Gogh, ligava o assassinato ao filme e suas visões sobre o islã. Ela foi dirigida a Ayaan Hirsi Ali e pedia uma jiade contra os cafir (incrédulos ou infiéis), contra os Estados Unidos, a Europa, a Holanda e a própria Hirsi Ali. Após o assassinato de Van Gogh, dezenas de milhares de pessoas se reuniram no centro de Amsterdã para lamentar a morte. Além de Bouyeri, outros onze homens muçulmanos foram presos e acusados de conspiração para assassinar Hirsi Ali.